# Llista de monuments de Sant Feliu de Codines
Llista de monuments de Sant Feliu de Codines inclosos en l'Inventari del Patrimoni Arquitectònic Català per al municipi de Sant Feliu de Codines (Vallès Oriental). Inclou els inscrits en el Registre de Béns Culturals d'Interès Nacional (BCIN) amb la classificació de monuments històrics i els Béns Culturals d'Interès Local (BCIL) de caràcter arquitectònic.
| Monument                                          | Protecció    | Estil/època                                 | Localització                                                             | Coordenades                                          | Codi?         | Imatge |
| ------------------------------------------------- | ------------ | ------------------------------------------- | ------------------------------------------------------------------------ | ---------------------------------------------------- | ------------- | --- |
| Casal del Villar                                  | BCIN 1457-MH | Gòtic-Renaixement, romànic XII              | Sant Feliu de Codines                                                    | 41° 40′ 54″ N, 2° 10′ 12″ E / 41.681579°N,2.169918°E | RI-51-0005638 | Casal del Villar (Sant Feliu de Codines) · Vegeu més fotos d'aquest monument · Carregueu una nova foto d'aquest monument                                  |
| Carrer de la Bassella                             |              | Obra popular                                | Sant Feliu de Codines C. de la Bassella                                  | 41° 41′ 24″ N, 2° 10′ 00″ E / 41.690077°N,2.166715°E | IPA-29377     | Carrer de la Bassella (Sant Feliu de Codines) · Vegeu més fotos d'aquest monument · Carregueu una nova foto d'aquest monument                             |
| Can Valls                                         |              | Obra popular                                | Sant Feliu de Codines Av. Catalunya, 17                                  | 41° 41′ 19″ N, 2° 09′ 56″ E / 41.688715°N,2.165479°E | IPA-29385     | Can Valls (Sant Feliu de Codines) · Vegeu més fotos d'aquest monument · Carregueu una nova foto d'aquest monument                                         |
| Can Vilaseca                                      |              | Noucentisme XX Inici                        | Sant Feliu de Codines Av. Catalunya, 24                                  | 41° 41′ 20″ N, 2° 09′ 58″ E / 41.688846°N,2.166139°E | IPA-29386     | Can Vilaseca (Sant Feliu de Codines) · Vegeu més fotos d'aquest monument · Carregueu una nova foto d'aquest monument                                      |
| Can Torrents                                      |              | Eclecticisme XX Inici                       | Sant Feliu de Codines Av. Catalunya, 32 - Catalunya, 34                  | 41° 41′ 22″ N, 2° 10′ 00″ E / 41.689505°N,2.166599°E | IPA-29387     | Can Torrents (Sant Feliu de Codines) · Vegeu més fotos d'aquest monument · Carregueu una nova foto d'aquest monument                                      |
| Habitatge al carrer Creus, 25                     |              | Obra popular XVIII Mitjan                   | Sant Feliu de Codines C. Creus, 25                                       | 41° 41′ 23″ N, 2° 09′ 48″ E / 41.689859°N,2.163368°E | IPA-29388     | Carregueu una nova foto d'aquest monument |
| Can Boter                                         |              | Obra popular, gòtic tardà XV, XVII          | Sant Feliu de Codines Pl. del Dr. Robert, 4                              | 41° 41′ 18″ N, 2° 09′ 54″ E / 41.688443°N,2.164870°E | IPA-29392     | Can Boter (Sant Feliu de Codines) · Vegeu més fotos d'aquest monument · Carregueu una nova foto d'aquest monument                                         |
| Habitatge al carrer Estricadors, 7                |              | Obra popular XVIII                          | Sant Feliu de Codines C. Estricadors, 7                                  | 41° 41′ 25″ N, 2° 09′ 48″ E / 41.690148°N,2.163394°E | IPA-29395     | Carregueu una nova foto d'aquest monument |
| Habitatge al carrer Havana, 3                     |              | Obra popular XVII                           | Sant Feliu de Codines C. Havana, 3                                       | 41° 41′ 16″ N, 2° 09′ 55″ E / 41.687774°N,2.165227°E | IPA-29396     | Habitatge al carrer Havana, 3 (Sant Feliu de Codines) · Vegeu més fotos d'aquest monument · Carregueu una nova foto d'aquest monument                     |
| Habitatge al carrer Havana, 5                     |              | Obra popular                                | Sant Feliu de Codines C. Havana, 5                                       | 41° 41′ 16″ N, 2° 09′ 55″ E / 41.687829°N,2.165287°E | IPA-29397     | Habitatge al carrer Havana, 5 (Sant Feliu de Codines) · Vegeu més fotos d'aquest monument · Carregueu una nova foto d'aquest monument                     |
| Torre Lluró                                       |              | Eclecticisme XX Inici                       | Sant Feliu de Codines C. Mossèn Baldello, 24-26                          | 41° 40′ 51″ N, 2° 09′ 47″ E / 41.680846°N,2.163118°E | IPA-29398     | Torre Lluró (Sant Feliu de Codines) · Vegeu més fotos d'aquest monument · Carregueu una nova foto d'aquest monument                                       |
| Hospital de la Santa Creu                         |              | Barroc XVIII Mitjan                         | Sant Feliu de Codines C. Padró                                           | 41° 41′ 26″ N, 2° 09′ 40″ E / 41.690626°N,2.161057°E | IPA-29399     | Hospital de la Santa Creu (Sant Feliu de Codines) · Vegeu més fotos d'aquest monument · Carregueu una nova foto d'aquest monument                         |
| Can Talet                                         |              | Eclecticisme XX Inici                       | Sant Feliu de Codines C. Agustí Santacruz, 1                             | 41° 41′ 16″ N, 2° 09′ 53″ E / 41.6879°N,2.164655°E   | IPA-29400     | Can Talet (Sant Feliu de Codines) · Vegeu més fotos d'aquest monument · Carregueu una nova foto d'aquest monument                                         |
| Conjunt de dues cases al carrer Rector Agustí, 23 |              | Eclecticisme XIX Final                      | Sant Feliu de Codines C. Rector Agustí Santacruz, 23                     | 41° 41′ 12″ N, 2° 09′ 50″ E / 41.686794°N,2.163875°E | IPA-29401     | Conjunt de dues cases al carrer Rector Agustí, 23 (Sant Feliu de Codines) · Vegeu més fotos d'aquest monument · Carregueu una nova foto d'aquest monument |
| Can Jorba                                         |              | XX Inici                                    | Sant Feliu de Codines C. Agustí Santacruz, 98                            | 41° 41′ 02″ N, 2° 09′ 48″ E / 41.683937°N,2.163282°E | IPA-29402     | Can Jorba (Sant Feliu de Codines) · Vegeu més fotos d'aquest monument · Carregueu una nova foto d'aquest monument                                         |
| Can Salamaña                                      |              | Obra popular XVII                           | Sant Feliu de Codines Pl. de la Rectoria                                 | 41° 41′ 17″ N, 2° 09′ 42″ E / 41.688177°N,2.161731°E | IPA-29403     | Can Salamaña (Sant Feliu de Codines) · Vegeu més fotos d'aquest monument · Carregueu una nova foto d'aquest monument                                      |
| Can Patet                                         |              | Obra popular XVIII                          | Sant Feliu de Codines C. Doctor Tomàs Borrell, 30                        | 41° 41′ 14″ N, 2° 09′ 49″ E / 41.687291°N,2.163647°E | IPA-29404     | Can Patet (Sant Feliu de Codines) · Vegeu més fotos d'aquest monument · Carregueu una nova foto d'aquest monument                                         |
| Casa Roca, Casa Batllori                          |              | Obra popular XVI                            | Sant Feliu de Codines Pl. del Rellotge, 20 - c. Doctor Tomàs Borrell, 32 | 41° 41′ 14″ N, 2° 09′ 49″ E / 41.687111°N,2.163725°E | IPA-29405     | Casa Roca (Sant Feliu de Codines) · Vegeu més fotos d'aquest monument · Carregueu una nova foto d'aquest monument                                         |
| Can Climent                                       |              | Obra popular, barroc XVII                   | Sant Feliu de Codines C. Sant Antoni, 1                                  | 41° 41′ 24″ N, 2° 09′ 55″ E / 41.689906°N,2.165371°E | IPA-29420     | Can Climent (Sant Feliu de Codines) · Vegeu més fotos d'aquest monument · Carregueu una nova foto d'aquest monument                                       |
| Habitatge al carrer Sant Antoni, 19               |              | Obra popular XVIII Final                    | Sant Feliu de Codines C. Sant Antoni, 19                                 | 41° 41′ 23″ N, 2° 09′ 58″ E / 41.689847°N,2.166045°E | IPA-29421     | Habitatge al carrer Sant Antoni, 19 (Sant Feliu de Codines) · Vegeu més fotos d'aquest monument · Carregueu una nova foto d'aquest monument               |
| Habitatge al carrer Sant Joan, 1                  |              | Obra popular XVII                           | Sant Feliu de Codines C. Sant Joan, 1                                    | 41° 41′ 16″ N, 2° 09′ 53″ E / 41.687848°N,2.164803°E | IPA-29422     | Habitatge al carrer Sant Joan, 1 (Sant Feliu de Codines) · Vegeu més fotos d'aquest monument · Carregueu una nova foto d'aquest monument                  |
| Cal Doctor                                        |              | Obra popular XVI                            | Sant Feliu de Codines C. Sant Joan, 8                                    | 41° 41′ 15″ N, 2° 09′ 52″ E / 41.687553°N,2.164506°E | IPA-29423     | Cal Doctor (Sant Feliu de Codines) · Vegeu més fotos d'aquest monument · Carregueu una nova foto d'aquest monument                                        |
| Can Corderas Nou                                  |              | Obra popular XVII                           | Sant Feliu de Codines C. Sant Joan, 22                                   | 41° 41′ 14″ N, 2° 09′ 51″ E / 41.687127°N,2.164163°E | IPA-29424     | Can Corderas Nou (Sant Feliu de Codines) · Vegeu més fotos d'aquest monument · Carregueu una nova foto d'aquest monument                                  |
| Habitatge al carrer Sant Quirze, 6                |              | Obra popular XIX Final                      | Sant Feliu de Codines C. Sant Quirze, 6                                  | 41° 41′ 30″ N, 2° 09′ 55″ E / 41.691539°N,2.165242°E | IPA-29426     | Habitatge al carrer Sant Quirze, 6 (Sant Feliu de Codines) · Vegeu més fotos d'aquest monument · Carregueu una nova foto d'aquest monument                |
| Fàbrica Roca Umbert                               |              | Obra popular XIX Final                      | Sant Feliu de Codines Pl. Umbert Rosàs                                   | 41° 41′ 18″ N, 2° 09′ 45″ E / 41.688421°N,2.162563°E | IPA-29427     | Fàbrica Roca Umbert (Sant Feliu de Codines) · Vegeu més fotos d'aquest monument · Carregueu una nova foto d'aquest monument                               |
| Ajuntament antic de Sant Feliu de Codines         |              | Obra popular XIX Mitjan                     | Sant Feliu de Codines C. Vic, 1                                          | 41° 41′ 20″ N, 2° 09′ 55″ E / 41.688783°N,2.165241°E | IPA-29428     | Ajuntament antic de Sant Feliu de Codines · Vegeu més fotos d'aquest monument · Carregueu una nova foto d'aquest monument                                 |
| Conjunt de dues cases al carrer Vic, 12-14        |              | Historicisme XX Inici                       | Sant Feliu de Codines C. Vic, 12-14                                      | 41° 41′ 21″ N, 2° 09′ 56″ E / 41.689132°N,2.165664°E | IPA-29429     | Conjunt de dues cases al carrer Vic, 12-14 (Sant Feliu de Codines) · Vegeu més fotos d'aquest monument · Carregueu una nova foto d'aquest monument        |
| Can Lloberas                                      |              | Obra popular XVI                            | Sant Feliu de Codines                                                    | 41° 41′ 13″ N, 2° 10′ 18″ E / 41.687019°N,2.171608°E | IPA-29430     | Can Lloberas (Sant Feliu de Codines) · Vegeu més fotos d'aquest monument · Carregueu una nova foto d'aquest monument                                      |
| Can Déu del Veïnat                                |              | Obra popular                                | Sant Feliu de Codines Ctra. BP-1241                                      | 41° 41′ 35″ N, 2° 08′ 57″ E / 41.693048°N,2.149288°E | IPA-29432     | Can Déu del Veïnat (Sant Feliu de Codines) · Vegeu més fotos d'aquest monument · Carregueu una nova foto d'aquest monument                                |
| El Flaquer                                        |              | Obra popular XIX Mitjan                     | Sant Feliu de Codines Ctra. B-1413, km 1,8, a 500 m                      | 41° 42′ 33″ N, 2° 10′ 30″ E / 41.709070°N,2.175010°E | IPA-29434     | Carregueu una nova foto d'aquest monument |
| El Perer de les Planes                            |              | Obra popular XIX Inici                      | Sant Feliu de Codines Ctra. B-1413, km 1,5, a 500 m                      | 41° 42′ 20″ N, 2° 10′ 36″ E / 41.705465°N,2.176534°E | IPA-29436     | Carregueu una nova foto d'aquest monument |
| Can Trinxet                                       |              | Modernisme XX Inici                         | Sant Feliu de Codines Ctra. B-1413, km 22,5, a 500 m                     | 41° 41′ 59″ N, 2° 09′ 29″ E / 41.699607°N,2.158101°E | IPA-29437     | Can Trinxet (Sant Feliu de Codines) · Vegeu més fotos d'aquest monument · Carregueu una nova foto d'aquest monument                                       |
| Can Xifreda                                       | BCIL 2014    | Eclecticisme XX                             | Sant Feliu de Codines Ptge. Martina, 5, Parc Xifreda                     | 41° 41′ 11″ N, 2° 09′ 47″ E / 41.68635°N,2.16313°E   | IPA-35795     | Can Xifreda (Sant Feliu de Codines) · Vegeu més fotos d'aquest monument · Carregueu una nova foto d'aquest monument                                       |
| Can Xec                                           |              | Obra popular XVII                           | Sant Feliu de Codines C. Roger de Llúria, 15, Bassella                   | 41° 41′ 25″ N, 2° 09′ 58″ E / 41.690173°N,2.166209°E | IPA-29409     | Can Xec (Sant Feliu de Codines) · Vegeu més fotos d'aquest monument · Carregueu una nova foto d'aquest monument                                           |
| Can Marçal, Ca l'Ermita                           |              | Obra popular                                | Sant Feliu de Codines C. Barcelona, 38, la Quica                         | 41° 41′ 01″ N, 2° 09′ 46″ E / 41.683722°N,2.162837°E | IPA-29376     | Can Marçal (Sant Feliu de Codines) · Vegeu més fotos d'aquest monument · Carregueu una nova foto d'aquest monument                                        |
| Can Pujol                                         |              | Eclecticisme XX Inici                       | Sant Feliu de Codines C. Rector Tomàs Vila, 32, la Quintana              | 41° 41′ 22″ N, 2° 09′ 44″ E / 41.689504°N,2.162108°E | IPA-29407     | Can Pujol (Sant Feliu de Codines) · Vegeu més fotos d'aquest monument · Carregueu una nova foto d'aquest monument                                         |
| Torre del Barco                                   |              | Racionalisme XX Mitjan                      | Sant Feliu de Codines C. Roger de Flor, 12, la Quintana                  | 41° 41′ 23″ N, 2° 09′ 58″ E / 41.689641°N,2.166137°E | IPA-29408     | Torre del Barco (Sant Feliu de Codines) · Vegeu més fotos d'aquest monument · Carregueu una nova foto d'aquest monument                                   |
| Església parroquial de Sant Feliu                 |              | Monumentalisme academicista XVII, XX Mitjan | Sant Feliu de Codines Pl. de l'Església, 6, la Sagrera                   | 41° 41′ 16″ N, 2° 09′ 42″ E / 41.687905°N,2.161576°E | IPA-29393     | Església parroquial de Sant Feliu (Sant Feliu de Codines) · Vegeu més fotos d'aquest monument · Carregueu una nova foto d'aquest monument                 |
| Barri de la Sagrera                               |              | Obra popular XV, XVI, XVII                  | Sant Feliu de Codines                                                    | 41° 41′ 16″ N, 2° 09′ 39″ E / 41.687797°N,2.160874°E | IPA-29411     | Barri de la Sagrera (Sant Feliu de Codines) · Vegeu més fotos d'aquest monument · Carregueu una nova foto d'aquest monument                               |
| Cal Sant Pare                                     |              | Obra popular XVI                            | Sant Feliu de Codines C. de Llevant, 6, la Sagrera                       | 41° 41′ 16″ N, 2° 09′ 40″ E / 41.687776°N,2.161013°E | IPA-29412     | Cal Sant Pare (Sant Feliu de Codines) · Vegeu més fotos d'aquest monument · Carregueu una nova foto d'aquest monument                                     |
| Can Sunyer, Casa Mestres                          |              | Obra popular, gòtic tardà XV                | Sant Feliu de Codines C. de la Sagrera, 5                                | 41° 41′ 17″ N, 2° 09′ 40″ E / 41.688041°N,2.161115°E | IPA-29413     | Can Sunyer (Sant Feliu de Codines) · Vegeu més fotos d'aquest monument · Carregueu una nova foto d'aquest monument                                        |
| Cal Coronel                                       |              | Obra popular, gòtic-renaixement XVI         | Sant Feliu de Codines C. de la Sagrera, 10 - pl. de l'Església           | 41° 41′ 17″ N, 2° 09′ 41″ E / 41.68795°N,2.161319°E  | IPA-29414     | Cal Coronel (Sant Feliu de Codines) · Vegeu més fotos d'aquest monument · Carregueu una nova foto d'aquest monument                                       |
| Can Rei, Can Bosineri                             |              | Obra popular                                | Sant Feliu de Codines C. de la Sagrera, 3                                | 41° 41′ 17″ N, 2° 09′ 39″ E / 41.688166°N,2.160941°E | IPA-29415     | Can Rei (Sant Feliu de Codines) · Vegeu més fotos d'aquest monument · Carregueu una nova foto d'aquest monument                                           |
| Can Busineri                                      |              | Obra popular                                | Sant Feliu de Codines C. de la Sagrera, 13                               | 41° 41′ 16″ N, 2° 09′ 42″ E / 41.687694°N,2.161541°E | IPA-29416     | Can Busineri (Sant Feliu de Codines) · Vegeu més fotos d'aquest monument · Carregueu una nova foto d'aquest monument                                      |
| Ca n'Ullar                                        |              | Obra popular XVIII Inici                    | Sant Feliu de Codines C. de la Sagrera, 21-23                            | 41° 41′ 13″ N, 2° 09′ 38″ E / 41.686926°N,2.160693°E | IPA-29417     | Ca n'Ullar (Sant Feliu de Codines) · Vegeu més fotos d'aquest monument · Carregueu una nova foto d'aquest monument                                        |
| Can Petit, Can Pequenyo                           |              | Obra popular, gòtic tardà XVI               | Sant Feliu de Codines Pl. de la Sagrera, 4                               | 41° 41′ 17″ N, 2° 09′ 39″ E / 41.687974°N,2.160777°E | IPA-29418     | Can Petit (Sant Feliu de Codines) · Vegeu més fotos d'aquest monument · Carregueu una nova foto d'aquest monument                                         |
| Ca n'Ebanista                                     |              | Obra popular XVII                           | Sant Feliu de Codines Pl. de la Sagrera, 6                               | 41° 41′ 17″ N, 2° 09′ 39″ E / 41.688074°N,2.160881°E | IPA-29419     | Can Ebanista (Sant Feliu de Codines) · Vegeu més fotos d'aquest monument · Carregueu una nova foto d'aquest monument                                      |
| Torre del Rellotge                                |              | Obra popular XVIII Final                    | Sant Feliu de Codines C. Doctor Tomàs Borrell, 32, la Venderia           | 41° 41′ 14″ N, 2° 09′ 49″ E / 41.687219°N,2.163633°E | IPA-29406     | Torre del Rellotge (Sant Feliu de Codines) · Vegeu més fotos d'aquest monument · Carregueu una nova foto d'aquest monument                                |
| Can Rodó, Can Déu Ric, Capella de Sant Francesc   |              | Eclecticisme XX Inici                       | Sant Feliu de Codines Av. Catalunya, 2-4, la Venderia                    | 41° 41′ 18″ N, 2° 09′ 55″ E / 41.688465°N,2.1652°E   | IPA-29382     | Can Rodó (Sant Feliu de Codines) · Vegeu més fotos d'aquest monument · Carregueu una nova foto d'aquest monument                                          |
| Can Puigdomènech                                  |              | Modernisme XX Inici                         | Sant Feliu de Codines Av. Catalunya, 10, la Venderia                     | 41° 41′ 19″ N, 2° 09′ 57″ E / 41.688499°N,2.165811°E | IPA-29384     | Can Puigdomènech (Sant Feliu de Codines) · Vegeu més fotos d'aquest monument · Carregueu una nova foto d'aquest monument                                  |
| Capella de Sant Climent del Flaquer               |              | Historicisme XVIII Final                    | Sant Feliu de Codines Ctra. B-1413, km 1,8, a 500 m, turó de Puiggrós    | 41° 42′ 17″ N, 2° 10′ 10″ E / 41.704661°N,2.169387°E | IPA-29435     | Capella de Sant Climent del Flaquer (Sant Feliu de Codines) · Vegeu més fotos d'aquest monument · Carregueu una nova foto d'aquest monument               |